# Пипаркукас
Пи́парку́кас (латыш. piparkūkas, эст. piparkook, фин. piparkakku, швед. pepparkaka, букмол pepperkake) — традиционное рождественское печенье в Латвии, Эстонии, Финляндии и в Скандинавии. В дословном переводе все эти слова означают «перчёное печенье» или «пряное печенье» из-за содержания перца, имбиря и других пряностей, придающих печенью пикантный привкус.
Имбирные пряники и печенье, выпекаемые к Рождеству, распространены по всему северу Европы — от Ирландии до Белого моря. На севере Германии и в Дании аналогом может служить спекулос, а на Русском Севере — козули. В Литве на Рождество пекут кучюкай.

## Приготовление
Из муки, сахара, яиц, сливочного масла и пряностей замешивается крутое тесто. Кроме того, возможно также добавление в тесто сметаны, мёда, орехов, цедры. Смесь пряностей зависит от предпочтений, обычно используют чёрный или душистый перец, кардамон, корицу, имбирь, гвоздику. Готовое тесто раскатывают в пласт толщиной около 1 мм и вырезают из теста различные фигурки или же формируют печенье вручную. Печенье выпекается в течение 10—15 минут; после остывания его можно украсить пищевой глазурью.